# Список строений Антонио Гауди
Антонио Гауди был выдающимся испанским и каталонским архитектором. Его строения, выполненные в причудливо-фантастическом стиле на стыке модерна и готики, получили всемирную известность. Семь из них внесены в список Всемирного наследия ЮНЕСКО.
| Флаг ЮНЕСКО | Всемирное наследие ЮНЕСКО, объект № 320bis рус. • англ. • фр. |

| Флаг ЮНЕСКО | Всемирное наследие ЮНЕСКО, объект № 320bis рус. • англ. • фр. |

| Флаг ЮНЕСКО | Всемирное наследие ЮНЕСКО, объект № 320bis рус. • англ. • фр. |

| Флаг ЮНЕСКО | Всемирное наследие ЮНЕСКО, объект № 320bis рус. • англ. • фр. |

| Флаг ЮНЕСКО | Всемирное наследие ЮНЕСКО, объект № 320bis рус. • англ. • фр. |

| Флаг ЮНЕСКО | Всемирное наследие ЮНЕСКО, объект № 320bis рус. • англ. • фр. |

| Флаг ЮНЕСКО | Всемирное наследие ЮНЕСКО, объект № 320bis рус. • англ. • фр. |

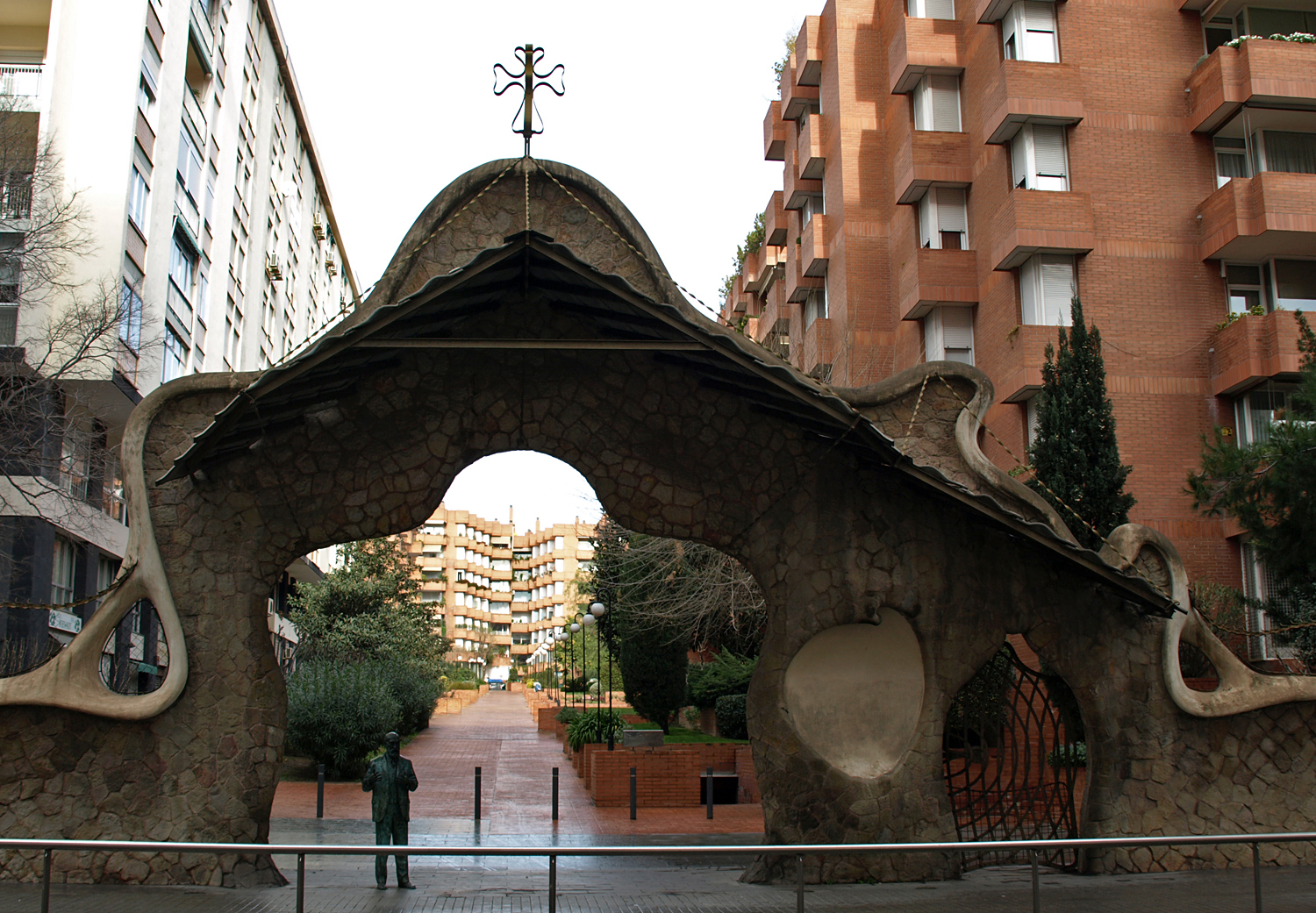
Ворота Миральяс

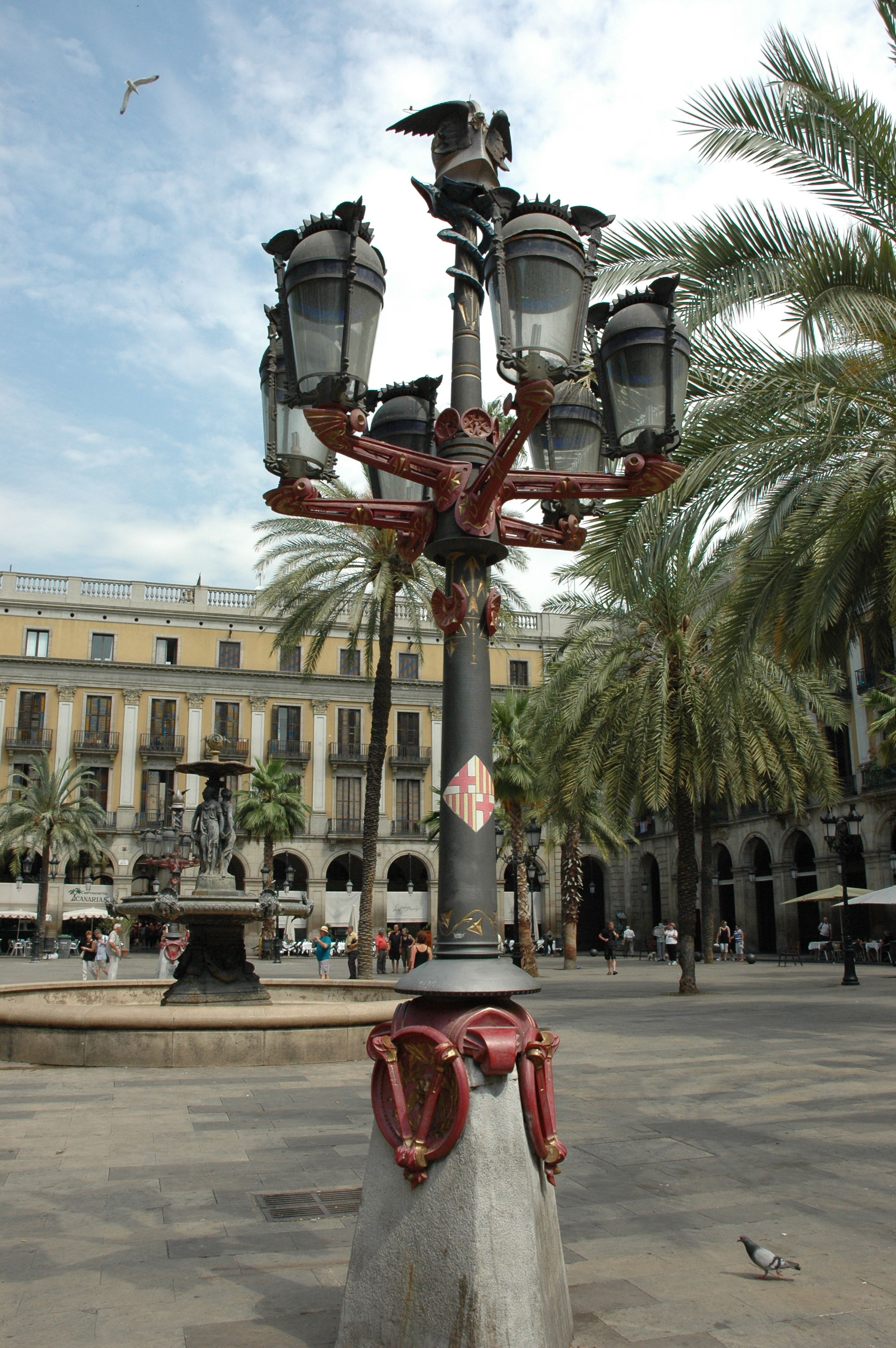
Фонари на Королевской площади.

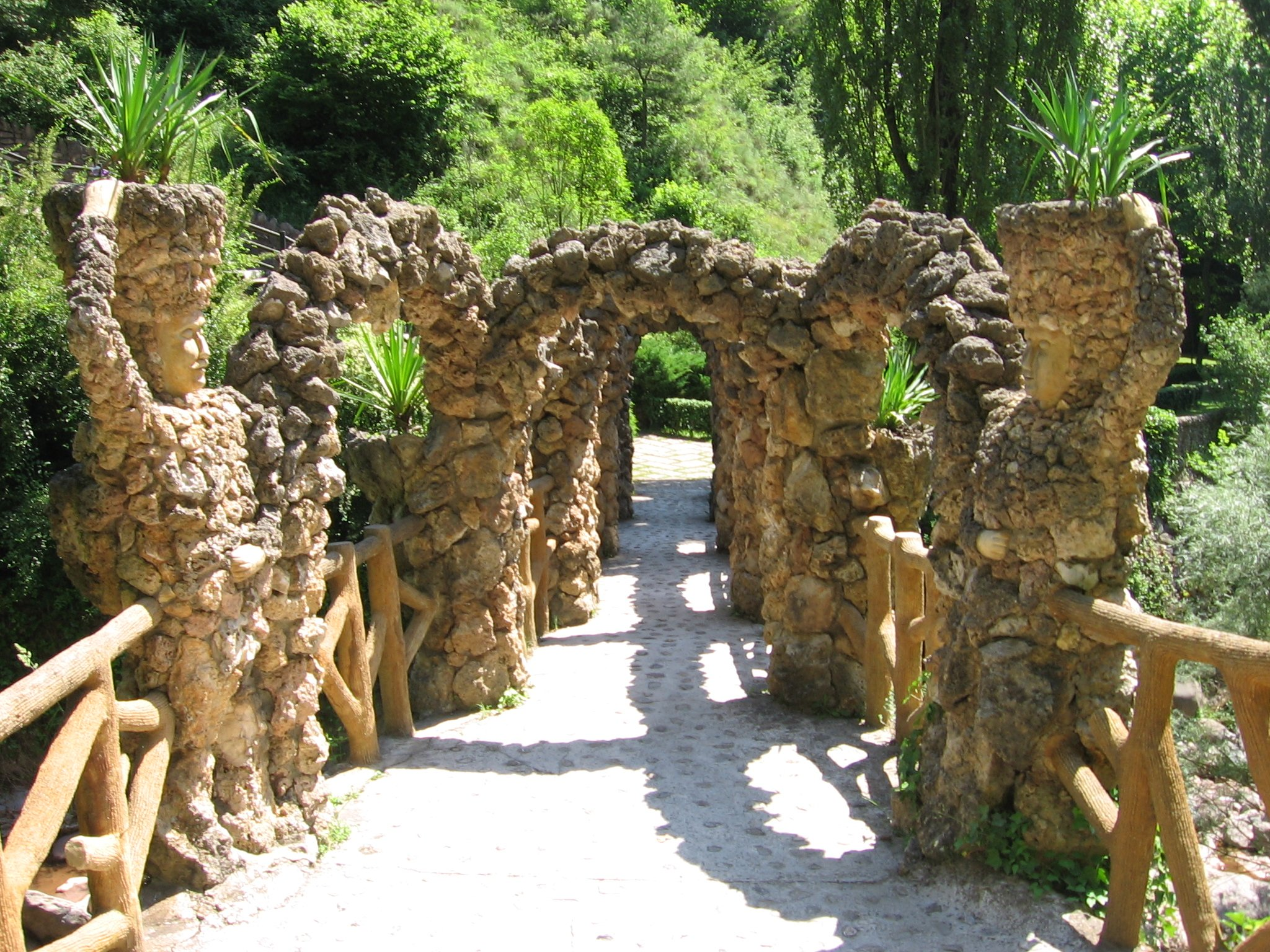
Сады Артигас

Также известны работы Антонио Гауди в области ландшафтной архитектуры и малых архитектурных форм: фонари на Королевской площади Барселоны, сады Артигас в Ла-Побла-де-Лильет, Монументальный розарий в монастыре Монсеррат, ворота Миральяс в Барселоне и другие. Антонио Гауди принял также участие в ряде совместных работ, например, реставрации Кафедрального собора Пальма-де-Мальорка.